# Livkarji
Livkarji (znanstveno ime Omphalotus) so rod gliv iz družine livkarjevk (Omphalotaceae).

## Seznam livkarjev Slovenije[4]
- japonski livkar (Omphalotus guepiniiformis)
- oljkov livkar (Omphalotus olearius)